# Trifolium wormskioldii
Trifolium wormskioldii (syn. Trifolium fimbriatum, Trifolium involucratum) là một loài cỏ thuộc chi Cỏ ba lá bản địa nửa tây Bắc Mỹ. Nó phân bố rộng, mọc ở đất cát ven biển đến những vùng cao. Đây là rau ăn của một số dân bản địa Mỹ. Họ ăn rể nấu chín với cá và ăn lá sống.

## Hình ảnh

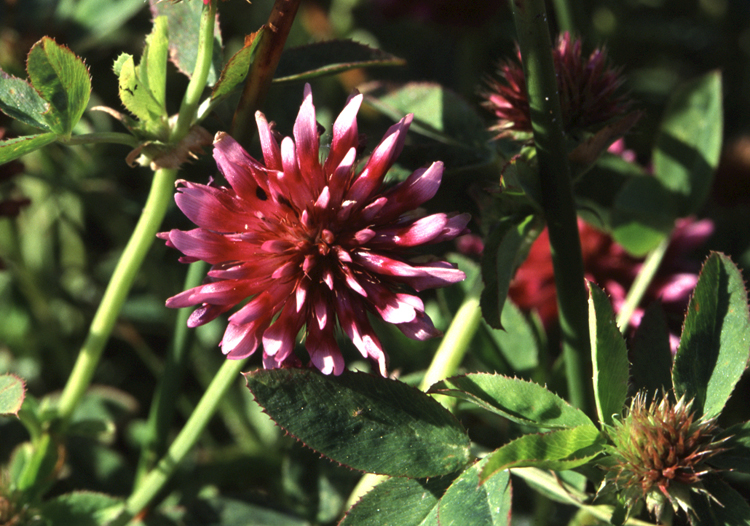